# Невестино (област Кюстендил)
 Тази статия е за селото в Област Кюстендил.  За другите села с това име вижте Невестино.  
Невестино е село в Западна България. То е административен център на община Невестино, област Кюстендил.

## География
Селото е разположено на 13 км от Кюстендил, в най-ниската и тясна част на Кюстендилска котловина. Къщите са от двете страни на река Струма и шосетата Кюстендил – Дупница и Кюстендил – Бобошево – Благоевград. Най-значимата природна даденост, а същевременно и природен ресурс с най-значима ефективност за Невестино и Република България са двата минерални извора, намиращи се селото.
Първият е минерален водоизточник „Сондаж №2 хг“, намиращ се в м. Топилата на изхода от Невестино в посока гр. Дупница. Той е известен още от епохата на римския император Юстиниан (ІV в. пр.н.е.). Натуралната минерална вода извира от 437 м дълбочина и е с дебит около 30 л/сек. Има висока степен на чистота по отношение на нитрати и амоний. Общата минерализация е 666 мг/л и е подходяща за всекидневна употреба.
Според лекарите, специалисти по вътрешни болести, оказва благоприятно влияние при лечението на следните заболявания: бъбречно-урологични, стомашно-чревни, жлъчно-чернодробни, обемно-еднокринни, хронично-професионални интоксикации и при хора, изложени на вредни за здравето вещества.
За физико-химичния състав и свойствата на натурална минерална вода „Невестино“ е издаден Сертификат №16 от 16.11.1999 г. от Министерството на здравеопазването. В него е записано, че водата има устойчив физико-химичен състав и свойства и отговаря на изискванията на БДС 14947 – 80, Наредба №14 за курортните ресурси, курортните местности и курортите (ДВ, бр.79 от 1987 г., изм. бр.18 от 1992 г., изм. и доп. бр.12 от 1995 г.) и Наредба №6 за бутилиране на натурални минерални води, за бутилиране на трапезна минерална и газирана минерална вода и за производство на безалкохолни напитки.
Вторият минерален водоизточник „Сондаж №1 хг“ се намира на входа на Невестино в посока гр. Кюстендил – гр. Дупница. Той е с дебит от 12 л/сек., но водата не е годна за пиене и се ползва за социално-битови нужди. С доброволен труд на местното население тук е изградена обществена баня-пералня.

## История
Не са запазени писмени сведения за възникване на селото, но тракийските гробници, намиращи се в близост до минералните извори, говорят за наличието на тракийско селище в древността. За писмени сведения се споменава в регистър от 1576 г. Запазени са обаче легенди и предания за Струма невеста и изграждането на Кадин мост.

## Население
Численост и дял на етническите групи според преброяването на населението през 2011 г.:
|                     | Численост | Дял (в %) |
| Общо                | 590       | 100,00    |
| Българи             | 571       | 96,77     |
| Турци               | 0         | 0,00      |
| Цигани              | 0         | 0,00      |
| Други               | 0         | 0,00      |
| Не се самоопределят | 0         | 0,00      |
| Неотговорили        | 15        | 2,54      |

## Обществени институции
- Невестино е административен център на община Невестино тук са разположени общинската администрация, Поземлена комисия, Горско стопанство, Архивно стопанство на НОИ и Читалище „Просвета“.

## Културни и природни забележителности
Тук се намира средновековният Кадин мост, построен през 1470 година. От 2006 г. е възстановен фолклорният събор „Струма пее“, който се провежда всяка година. От 2007 г. има конкурсен характер, а от 2008 г. е включен в Националния календар на Министерството на културата.

## Редовни събития
На 15 август Голяма Богородица всяка година от 2001 г. насам се провежда Ден на Община Невестино.
Фолклорен фестивал „Струма пее“ – всяка година през месец август